# Formel 2-EM 1981
Formel 2-EM 1981 kördes över 12 deltävlingar. Mästare blev britten Geoff Lees.

## Delsegrare
| Datum        | Bana              | Vinnare          |
| ------------ | ----------------- | ---------------- |
| 29 mars      | Silverstone       | Mike Thackwell   |
| 5 april      | Hockenheimring    | Stefan Johansson |
| 20 april     | Thruxton          | Roberto Guerrero |
| 26 april     | Nürburgring       | Thierry Boutsen  |
| 10 maj       | Vallelunga        | Eje Elgh         |
| 24 maj       | Mugello           | Corrado Fabi     |
| 8 juni       | Pau               | Geoff Lees       |
| 26 juli      | Enna-Pergusa      | Thierry Boutsen  |
| 9 augusti    | Spa-Francorchamps | Geoff Lees       |
| 16 augusti   | Donington Park    | Geoff Lees       |
| 6 september  | Misano            | Michele Alboreto |
| 20 september | Mantorp Park      | Stefan Johansson |

## Slutställning
| Plats | Förare             | Poäng |
| ----- | ------------------ | ----- |
| 1     | Geoff Lees         | 51    |
| 2     | Thierry Boutsen    | 37    |
| 3     | Eje Elgh           | 35    |
| 4     | Stefan Johansson   | 30    |
| 5     | Corrado Fabi       | 29    |
| 6     | Mike Thackwell     | 22    |
| 7     | Roberto Guerrero   | 16    |
| 8     | Michele Alboreto   | 13    |
| 9     | Manfred Winkelhock | 12    |
| 10    | Riccardo Paletti   | 11    |